# Bad Frankenhausen/Kyffhäuser
Bad Frankenhausen/Kyffhäuser è una città di 9 951 abitanti della Turingia, in Germania. Appartiene al circondario del Kyffhäuser.
Nelle sue vicinanze, il 15 maggio 1525, venne combattuta la Battaglia di Frankenhausen, in cui le truppe dei principi sbaragliarono le milizie contadine, che si rifugiarono in città, venendo poi massacrate dai lanzichenecchi.

## Storia
Il 1º gennaio 2019 vennero aggregati alla città di Bad Frankenhausen/Kyffhäuser i comuni di Ichstedt e Ringleben.

## Monumenti e musei
- Oberkirche
- Panorama Museum
- Kyffhäuserdenkmal